# Эрне, Аугуст
Аугуст Эрне (нем. August Erne; 15 февраля 1905, Лайбштадт, Аргау — 15 октября 1987, Лайбштадт, Аргау) — швейцарский шоссейный велогонщик, выступавший с 1930 по 1938 год. Чемпион Швейцарии 1932 года в групповой гонке.

## Достижения
1932
 Чемпионат Швейцарии — групповая гонка
Чемпионат Цюриха
1934
2-й Чемпионат Цюриха
1935
2-й Чемпионат Швейцарии — групповая гонка
1936
3-й Чемпионат Цюриха
Тур Швейцарии
9-й в генеральной классификации
3-й этап